# Cryptopygus beijiangensis
Cryptopygus beijiangensis är en urinsektsart som beskrevs av Hao och Huang 1995. Cryptopygus beijiangensis ingår i släktet Cryptopygus och familjen Isotomidae. Inga underarter finns listade i Catalogue of Life.